# Szent Demeter-fatemplom (Váradpósa)
A váradpósai Szent Demeter-fatemplom műemlékké nyilvánított épület Romániában, Bihar megyében. A romániai műemlékek jegyzékében a  BH-II-m-B-01184 sorszámon szerepel.